# Thạnh Hóa, Tây Ninh
Thạnh Hóa là xã thuộc tỉnh Tây Ninh, Việt Nam.

## Địa lý
Thị trấn Thạnh Hóa nằm ở trung tâm huyện Thạnh Hóa, có vị trí địa lý:
- Phía đông giáp xã Thủy Đông
- Phía tây giáp xã Thủy Tây
- Phía nam giáp xã Thạnh An
- Phía bắc giáp xã Thuận Nghĩa Hòa.

Thị trấn có diện tích 11,62 km², dân số năm 1999 là 4.407 người, mật độ dân số đạt 379 người/km².

## Hành chính
Thị trấn Thạnh Hóa được chia thành 4 khu phố: 1, 2, 3, 4.

## Lịch sử
Thị trấn Thạnh Hóa được thành lập vào ngày 26 tháng 6 năm 1989 trên cơ sở tách 1.400 ha diện tích tự nhiên và 1.185 người của xã Thủy Đông cùng 2.667 nhân khẩu là cán bộ, công nhân viên và hộ phi nông nghiệp ở khu vực này.

## Kinh tế - xã hội

### Thương mại
Trên địa bàn thị trấn có chợ Tuyên Nhơn, là khu chợ duy nhất ở thị trấn Thạnh Hoá.

### Giáo dục
Các cơ sở giáo dục trên địa bàn thị trấn:
- Trường THPT Thạnh Hóa
- Trường THCS Thạnh Hóa
- Trường TH Thạnh Hóa
- Trường Mầm non Thạnh Hóa.

## Giao thông
Có Quốc lộ 62, Quốc lộ N1, Quốc lộ N2 chạy qua và các tuyến đường nội thị trấn (Đường Lê Duẩn, Hồ Ngọc Dẫn, Hùng Vương). Đường thủy còn có sông Vàm Lớn, kênh Dương Văn Dương...

## Ảnh

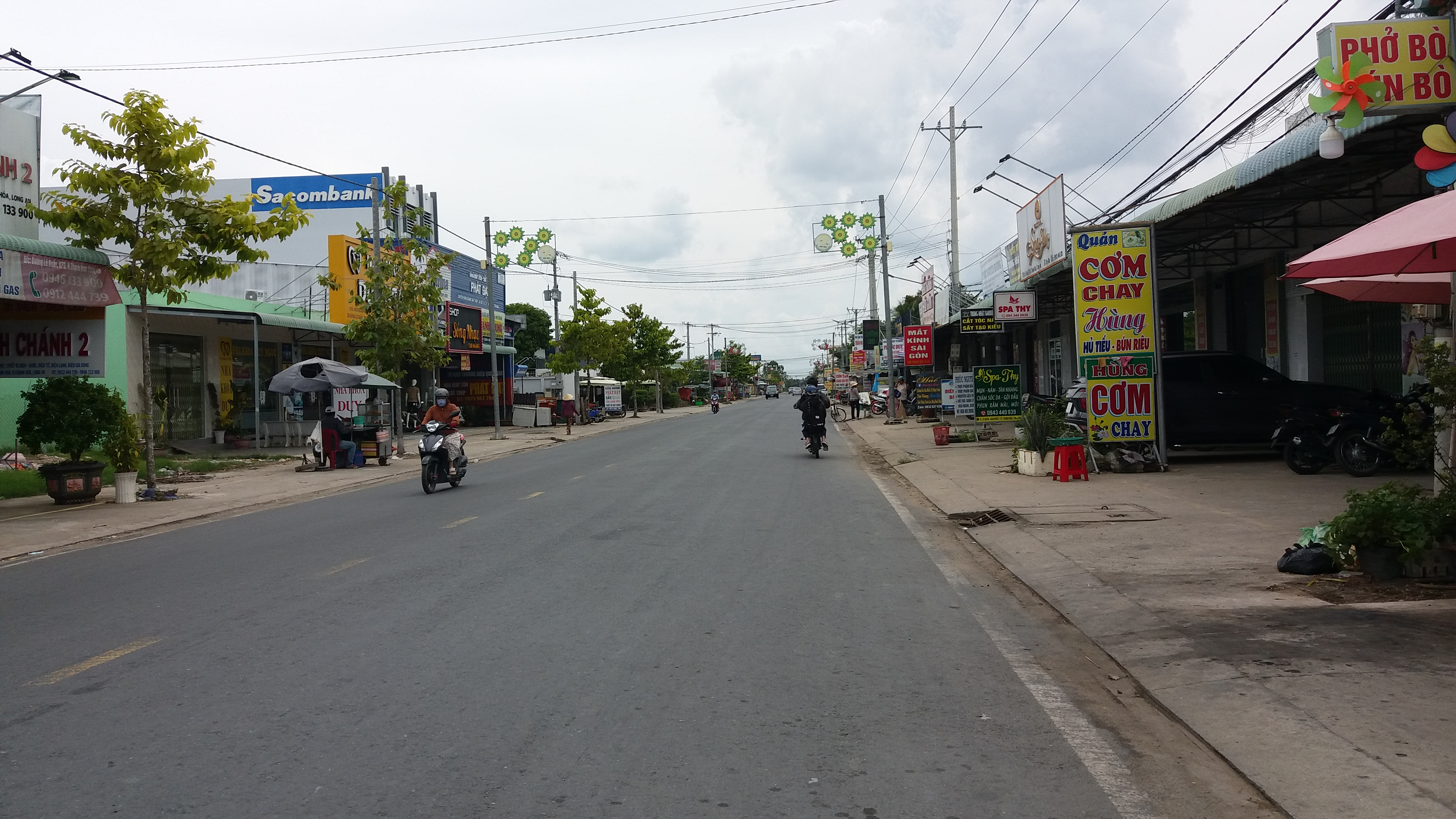
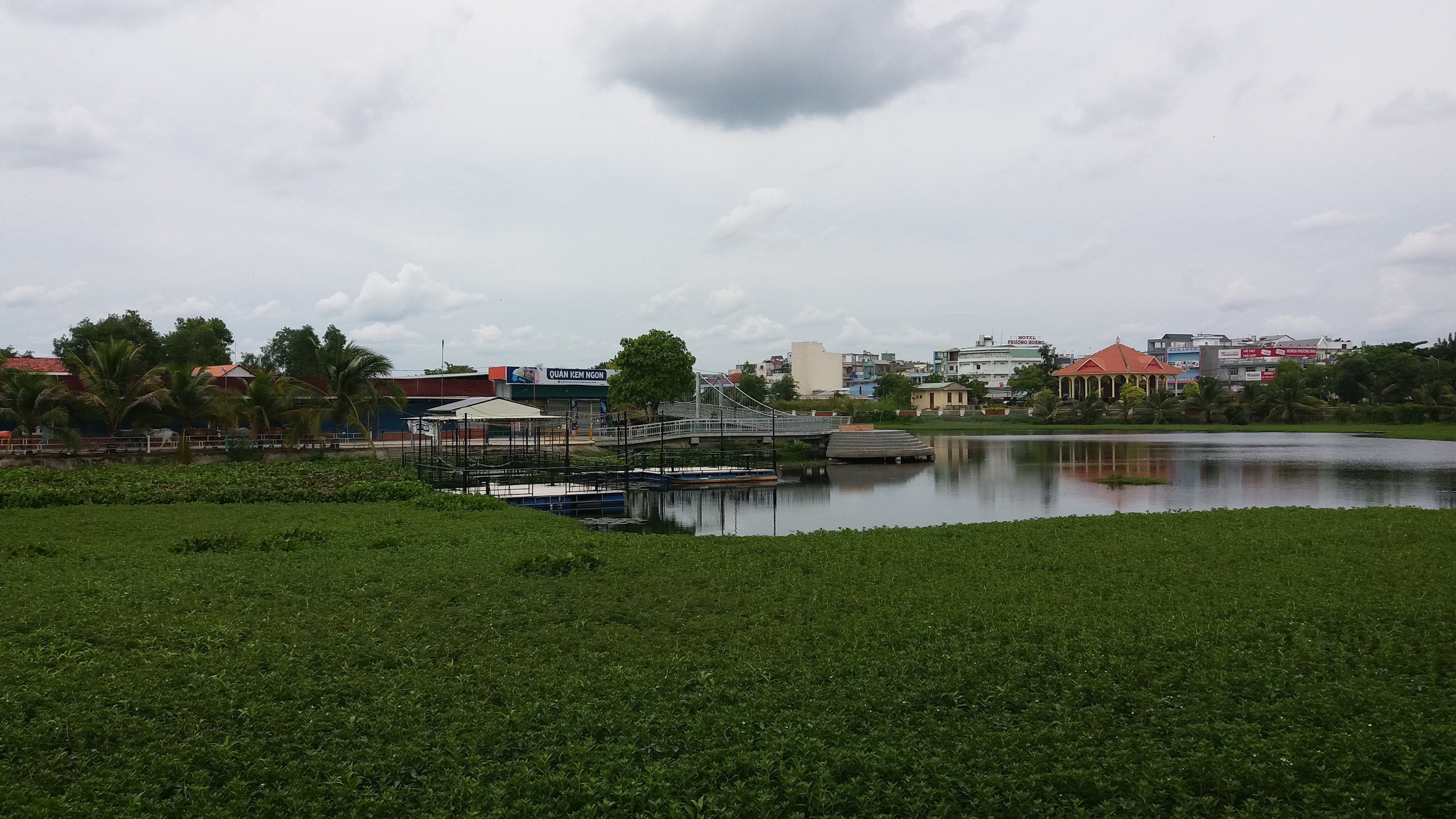
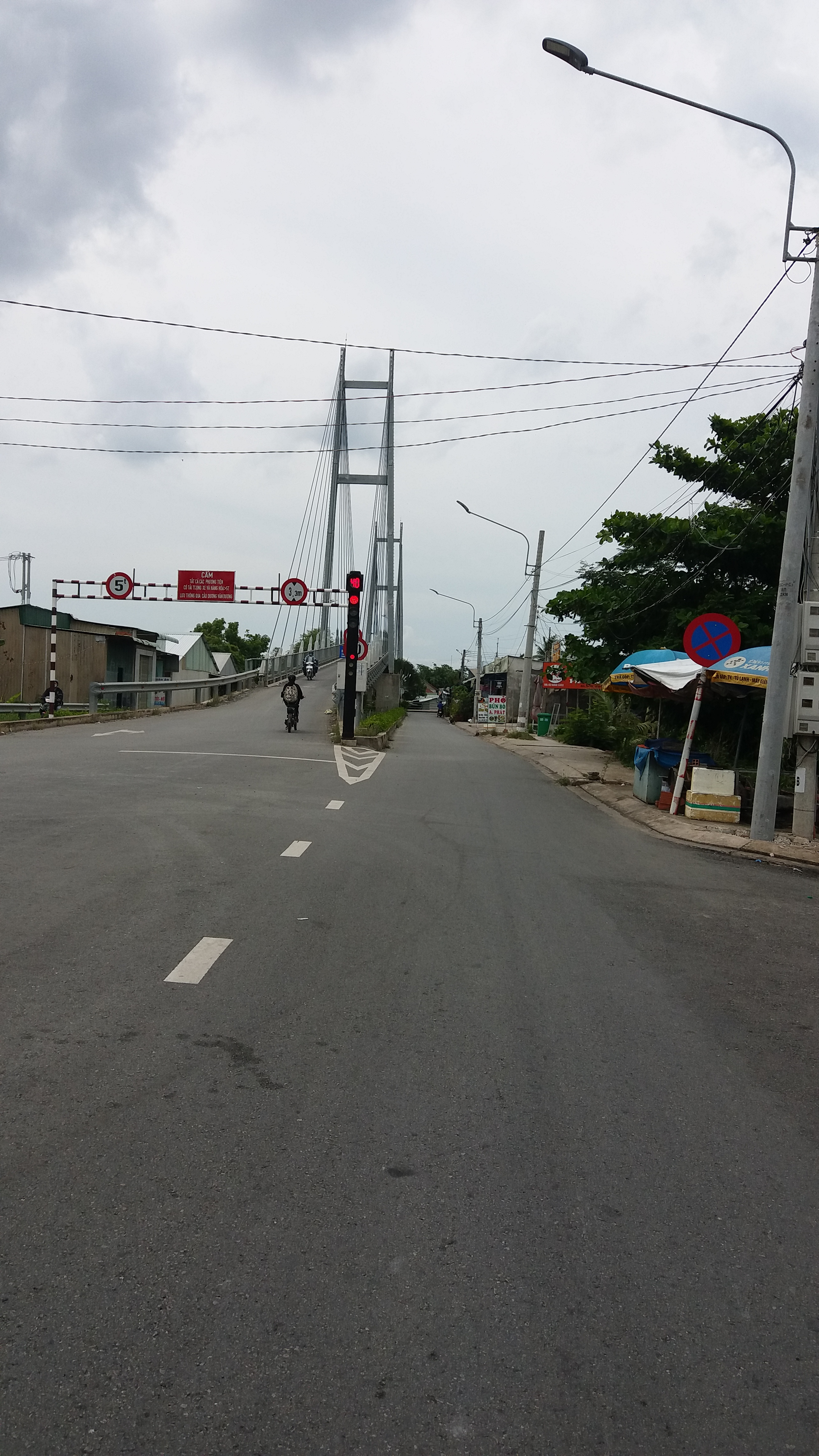
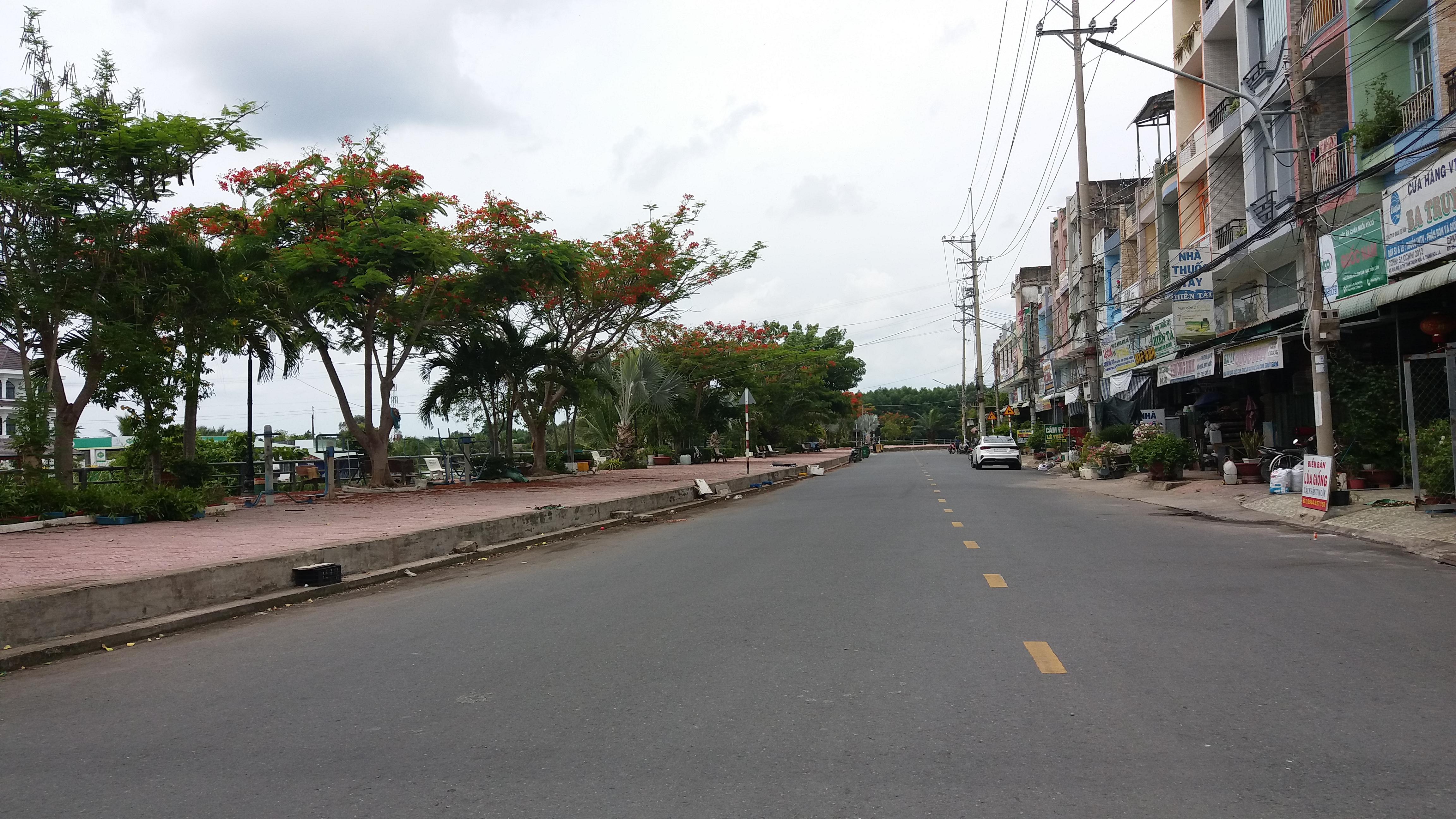
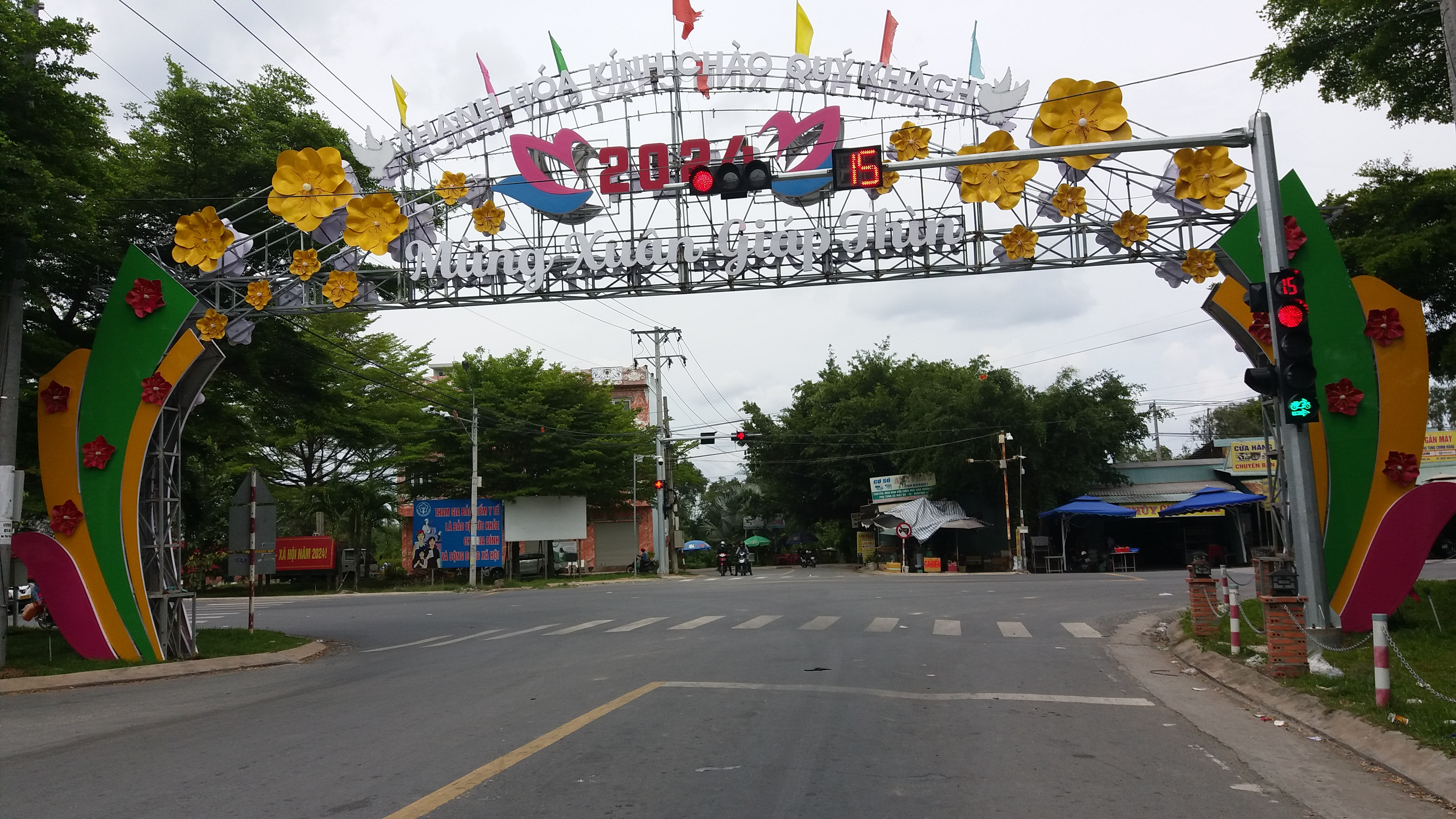
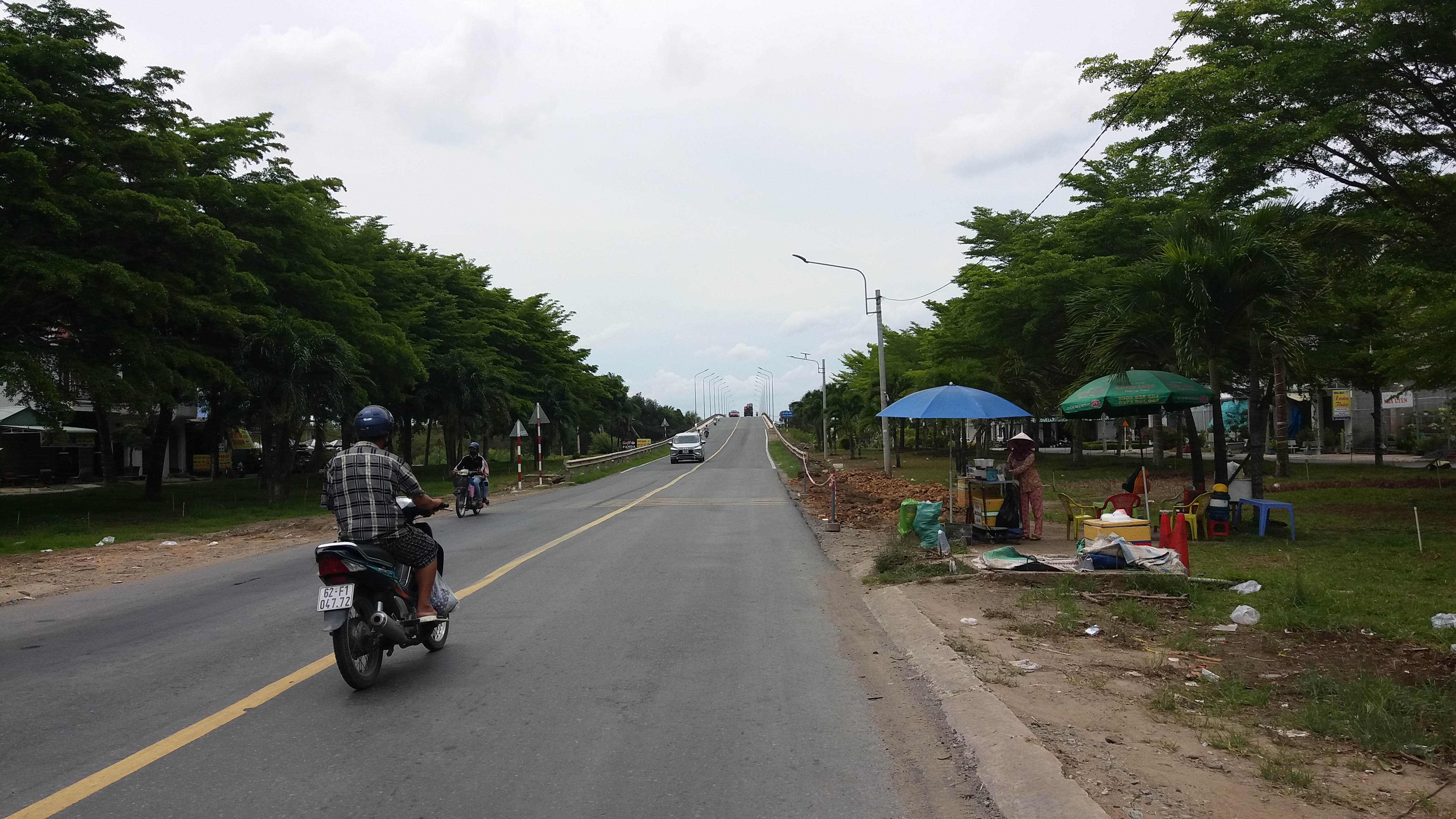
Chợ Tuyên Nhơn
Vòng xoay khu hành chính công